# Microrégion d'Itanhaém
La microrégion d'Itanhaém est l'une des deux microrégions qui subdivisent le littoral sud de l'État de São Paulo au Brésil.
Elle comporte 5 municipalités qui regroupaient 218 840 habitants en 2010 pour une superficie totale de 2 012 km².

## Municipalités[1]
- Itanhaém
- Itariri
- Mongaguá
- Pedro de Toledo
- Peruíbe